# Agriocnemis victoria
Agriocnemis victoria är en trollsländeart som beskrevs av Fraser 1928. Agriocnemis victoria ingår i släktet Agriocnemis och familjen dammflicksländor. IUCN kategoriserar arten globalt som livskraftig. Inga underarter finns listade i Catalogue of Life.